# Christophe de Mecklembourg-Werle-Waren
 Christophe de Mecklembourg-Werle-Waren  (né avant 1385  et mort à Pritzwalk le 25 août 1425). Il fut prince de Werle-Goldberg et Werle-Waren de 1395 à 1425. coprince de Wenden ou « des Wendes » en 1418

## Biographie
Il est le fils et successeur de Jean VI de Mecklembourg-Werle-Waren qui meurt vers 1385/1395 et de son épouse Agnès, une fille de Nicolas IV de Mecklembourg-Werle-Goldberg. Après la mort de leur père, son frère Nicolas V de Mecklembourg-Werle-Waren  règne seul jusqu'à ce qu'il atteigne sa majorité. À partir de 1401 ils règne conjointement jusqu'à la mort de Nicolas V en 1408. Ensuite, Christophe règne seul. Le 4 mai 1418 il prend le titre de coprince de Wenden (ou des Wendes) avec Balthazar de Mecklembourg-Werle-Güstrow en se référant aux Chroniques de l'évêque Othon de Havelberg qui leur décerne ce titre du fait de leur « origine royale ». Il est sans doute tué le 25 août 1425 lors du combat de Pritzwalk livré aux troupes du Brandebourg.  
Il meurt célibataire et sans laisser d'enfant, entraînant ainsi l'extinction de la lignée de Werle-Goldberg. Waren et Goldberg reviennent à son cousin Guillaume de Mecklembourg-Werle-Güstrow.

## Généalogie
Christophe de Mecklembourg-Werle-Waren appartient à la seconde branche (Mecklembourg-Werle) issue de la première branche de la Maison de Mecklembourg, cette seconde lignée s'éteignit avec Guillaume de Mecklembourg-Werle-Güstrow en 1436.